# Modernistisches Zentrum von Gdynia

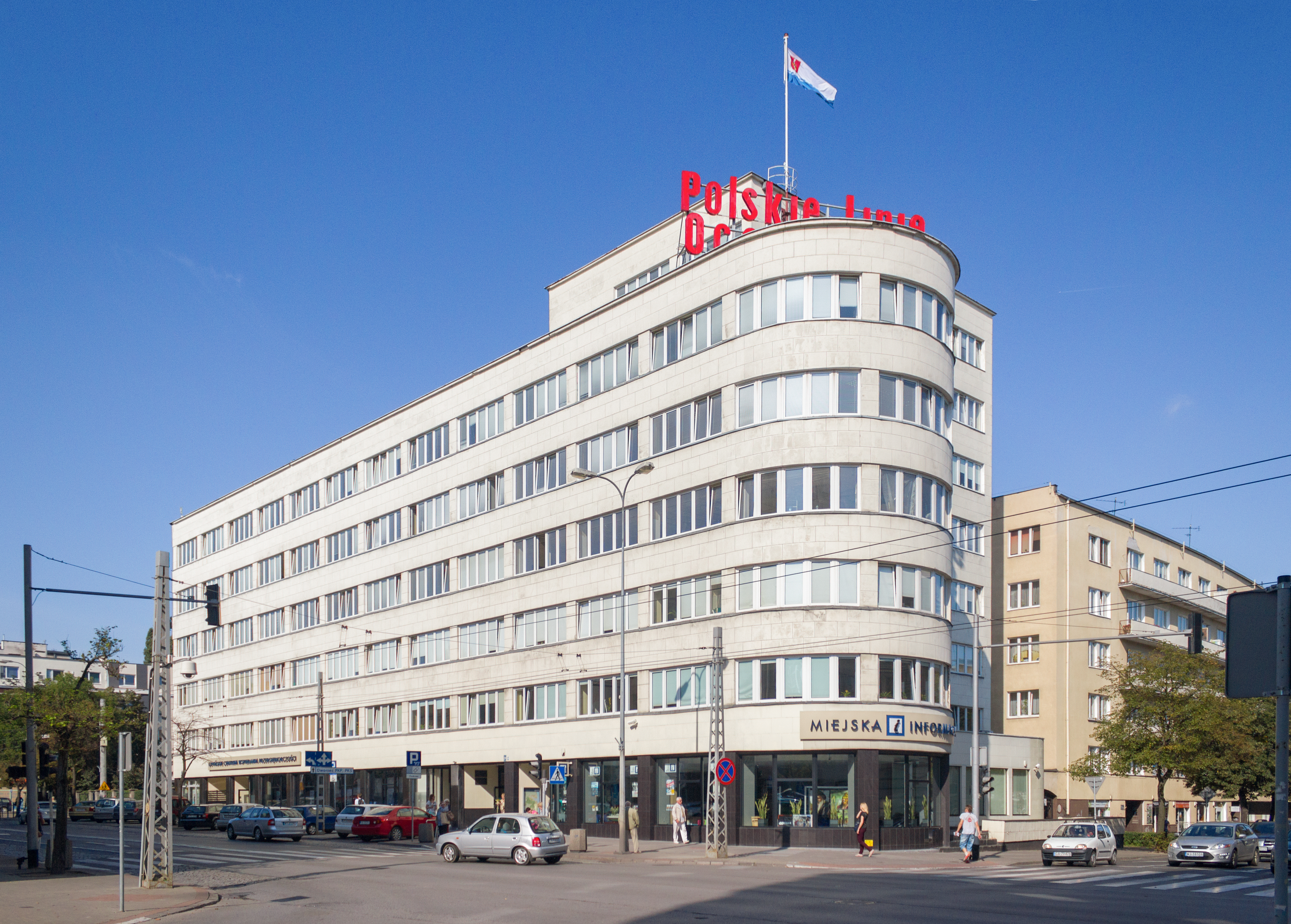
Ehemaliges ZUS-Gebäude, 1936

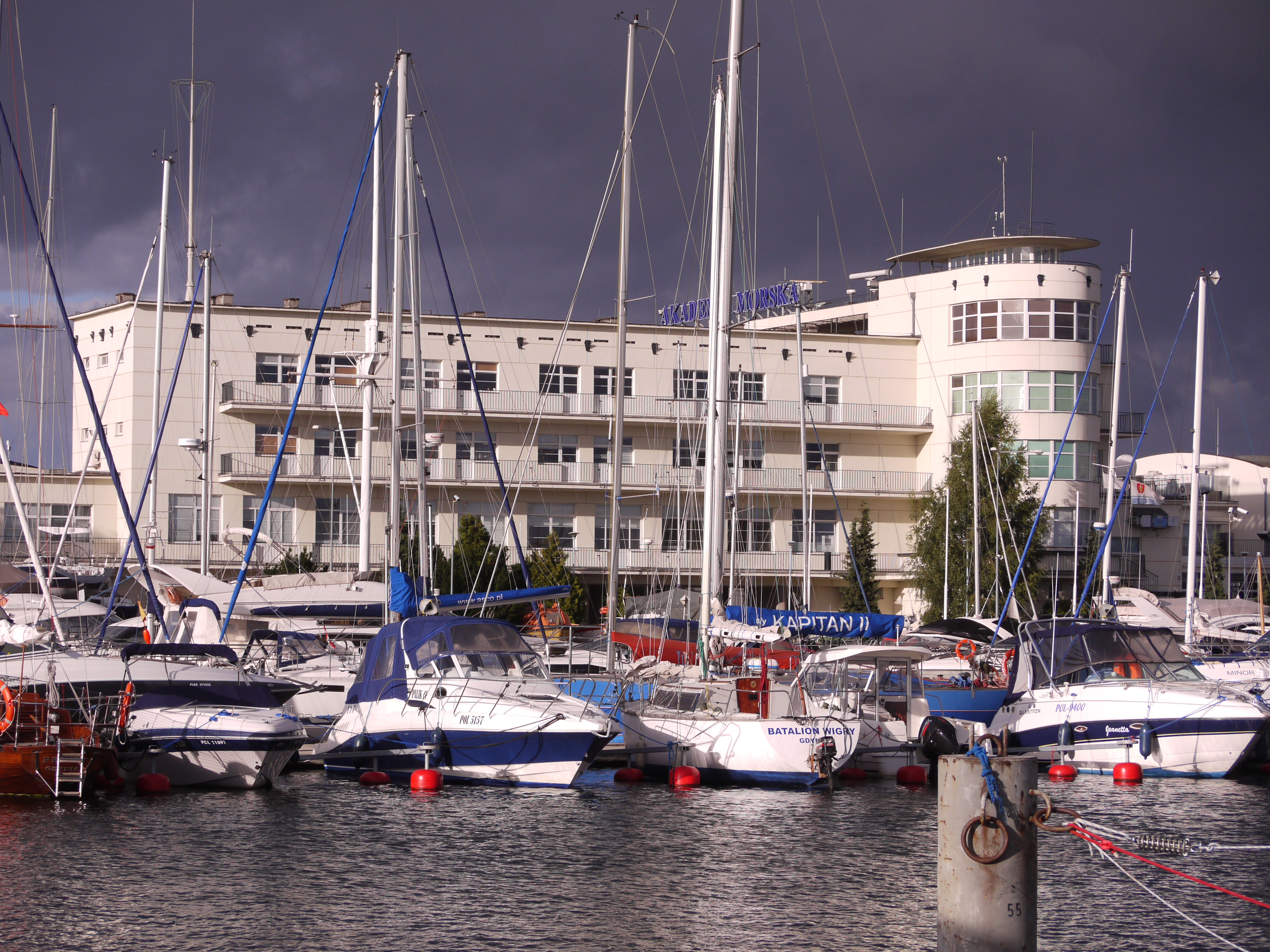
Dom Żeglarza Polskiego, 1939

Das Modernistische Zentrum von Gdynia – Beispiel des Aufbaus einer integrierten Gemeinschaft (polnisch Modernistyczne śródmieście Gdyni – przykład budowy zintegrowanej społeczności) ist gegenwärtig ein Welterbe-Kandidat in Polen. Die Kandidatur betrifft die Innenstadt von Gdynia (deutsch Gdingen) in der Woiwodschaft Pommern. Der Antrag umfasst ein Gebiet von 88 Hektar mit mehreren hundert Gebäuden im Stil der Moderne. Er steht seit September 2019 unter der Nummer 6431 auf der Tentativliste der UNESCO.

## Geschichte
Das Fischerdorf Gdynia wurde mit der ersten Teilung Polens 1772 vom Königreich Preußen annektiert. – Nach dem Ersten Weltkrieg wurde die Ostseeküste von der Mündung der Piaśnica (Piasnitza) bis zur Stadtgrenze von Zoppot an die Zweite Polnische Republik abgetreten.
Gdynia hatte 1920 etwa 1200 Einwohner, bot sich aber dank seiner Lage an der Danziger Bucht, zur Einrichtung eines Seehafens an. Der polnische Korridor ermöglichte den Bau der Kohlenmagistrale, um Kohle aus den Abbaugebieten Oberschlesiens nach Übersee zu verschiffen, ohne den Danziger Hafen und die Bahn im Freistaat Danzig zu berühren.

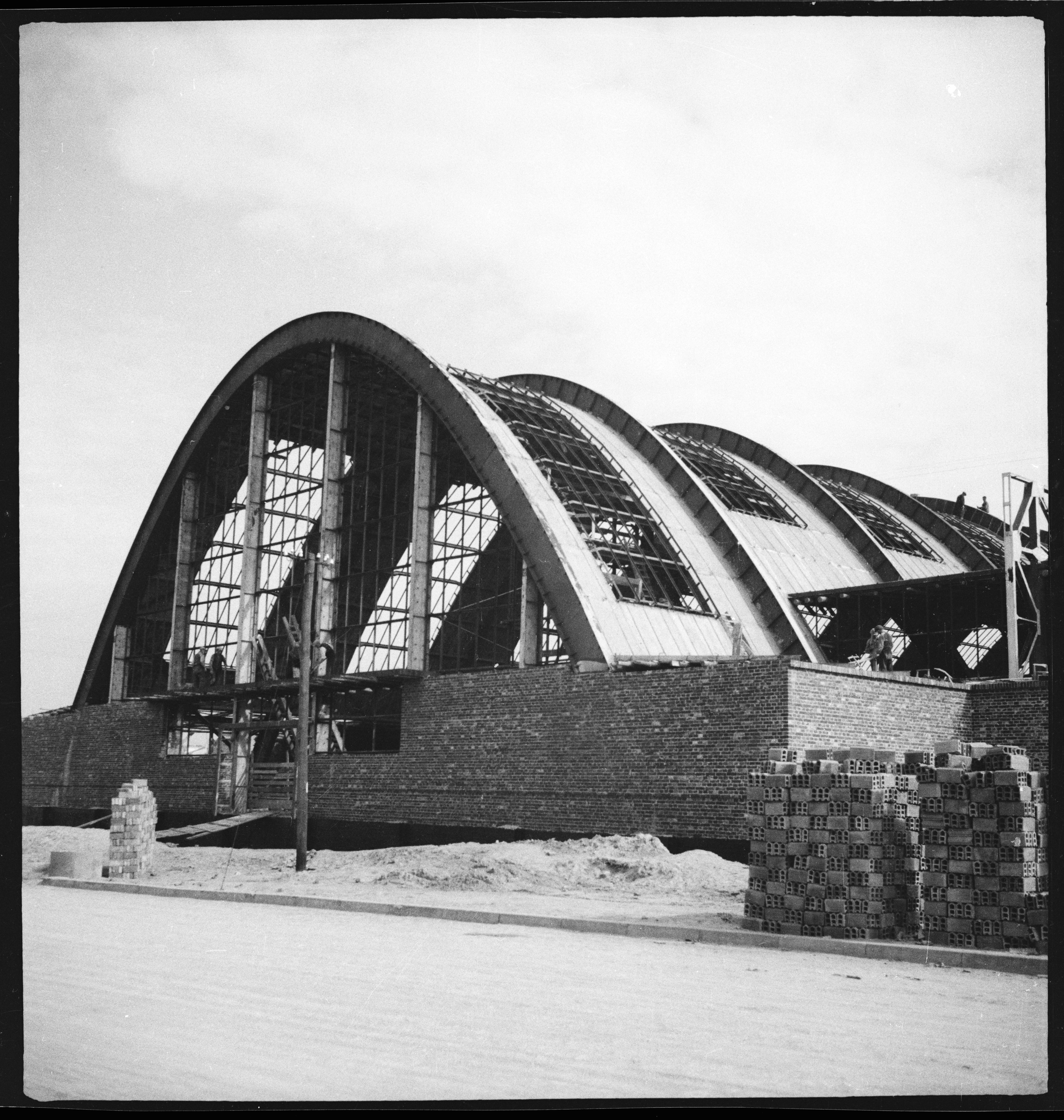
Bau der Markthalle von Gdynia (Foto: Annemarie Schwarzenbach, 1937)

Der Bau des Marine- und Handelshafens war ausschlaggebend für das dynamische Wachstum von Gdynia. Ursprünglich hatte die polnische Politik nach dem Ersten Weltkrieg auf eine Annexion der Stadt und des Hafens von Danzig abgezielt. Im Friedensvertrag von Versailles konnte sich die polnische Delegation mit ihrer diesbezüglichen Forderung nicht durchsetzen, und Danzig wurde in eine Freie Stadt unter der Oberhoheit des Völkerbundes und innerhalb des polnischen Zollgebiets umgewandelt. Dieser Kompromiss stellte jedoch keine der beteiligten Seiten – Deutschland, Polen und die Danziger Bevölkerung – zufrieden. In den Nachkriegsjahren machten die Danziger bei jeder sich bietenden Gelegenheit deutlich, dass sie den Wiederanschluss an Deutschland wünschten. Während des Polnisch-sowjetischen Krieges streikten beispielsweise die Danziger Hafenarbeiter, um die Lieferung von alliierten Kriegsgütern an Polen über den Danziger Hafen zu behindern. Die polnische Seite realisierte daraufhin, dass der Danziger Hafen nicht unter ihrer vollen Kontrolle stand und entwickelte Planungen für einen neuen Hafen an der Ostseeküste direkt auf polnischem Territorium. Die Wahl fiel dabei auf Gdynia.
Die ersten Planungen für die Innenstadt erfolgten 1925–1926 durch Roman Feliński und Adam Kuncewicz. Ihr Entwurf gliederte den Ort in Zonen für Wohnen, Verwaltung, Dienstleistungen, Industrie und Freizeit. Durch das schnelle Wachstum musste der Plan häufig und wesentlich angepasst werden. In zwölf Jahren wuchs Gdynia auf etwa 120.000 Einwohner und der Hafen entwickelte sich zu einer ernsthaften Konkurrenz des Danziger Hafens. 1933 wurde die sogenannte Kohlenmagistrale eröffnet, eine Eisenbahnlinie, die das Oberschlesische Kohlenrevier mit dem Hafen von Gdynia verband.
Der Aufbau Gdynias war Teil eines ehrgeizigen Wirtschaftsplans. Als Polens „Fenster zur Welt“ (okno na świat) wurde sie ein Arbeitsfeld für junge Architekten, Stadtplaner und Baumeister. Mit dem Überfall auf Polen und dem Beschuss der Westerplatte in der Nachbarstadt Danzig endete im September 1939 die Entwicklung der Stadt. Unter der deutschen Besetzung Polens wurde sie in Gotenhafen umbenannt und eine Basis der Reichsmarine.
Die Entwicklung der Stadt wurde nach Ende des Weltkriegs in der Volksrepublik Polen bis in die 1960er Jahre weitergeführt. – Die Werftarbeiter hatten einen großen Anteil am Dezember-Aufstand von 1970, bei dem an der Ostseeküste 45 Menschen getötet wurden. Die August-Streiks von 1980 führten zur Zulassung freier Gewerkschaften und der Solidarność.
Auf Erlass des polnischen Präsidenten Bronisław Komorowski wurde die Innenstadt von Gdynia mit Datum 17. März 2015 zum Pomnik historii (Geschichtsdenkmal) erklärt.

## Bauwerke (Auswahl)
- Kreisgericht und Staatsanwaltschaft, 1936
- ZUS-Gebäude, 1936 (Foto oben)
- Wohn- und Geschäftshaus der Familie Orłowski, 1936
- Markthalle, 1935–1938
- Dom Żeglarza Polskiego (Haus des polnischen Seglers), 1939 (Foto oben)

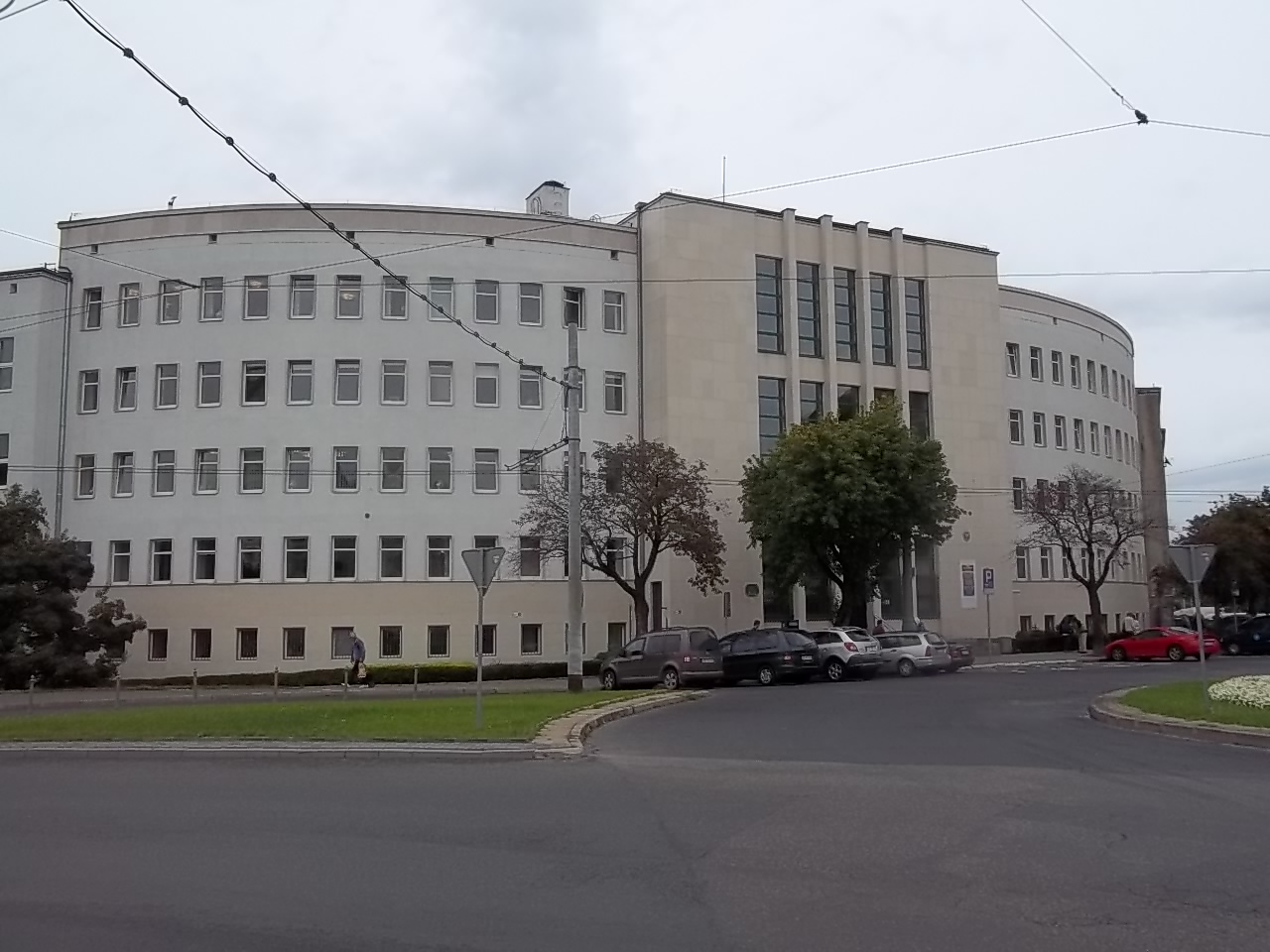
Kreisgericht und Staatsanwaltschaft
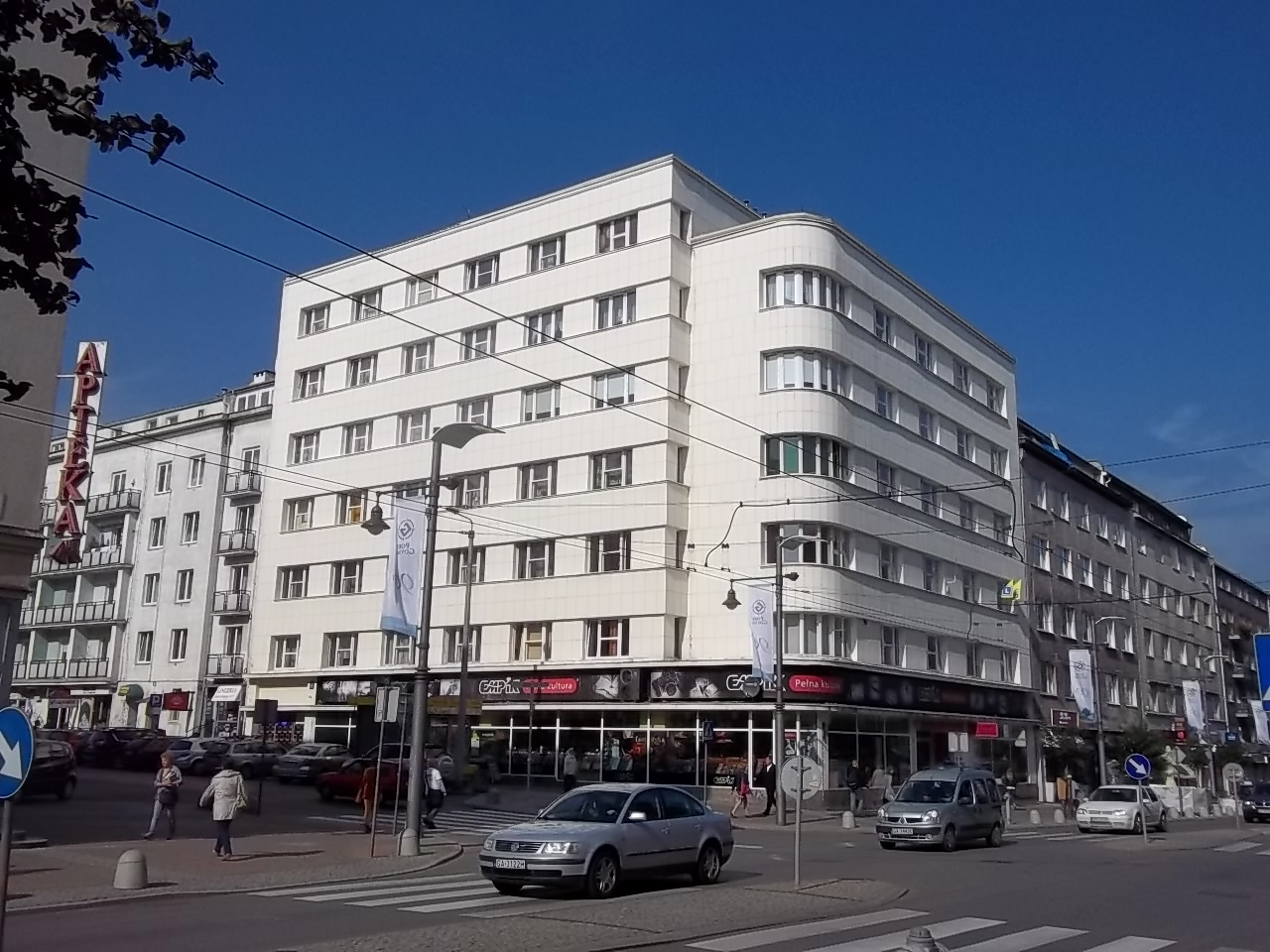
Haus der Familie Orłowski
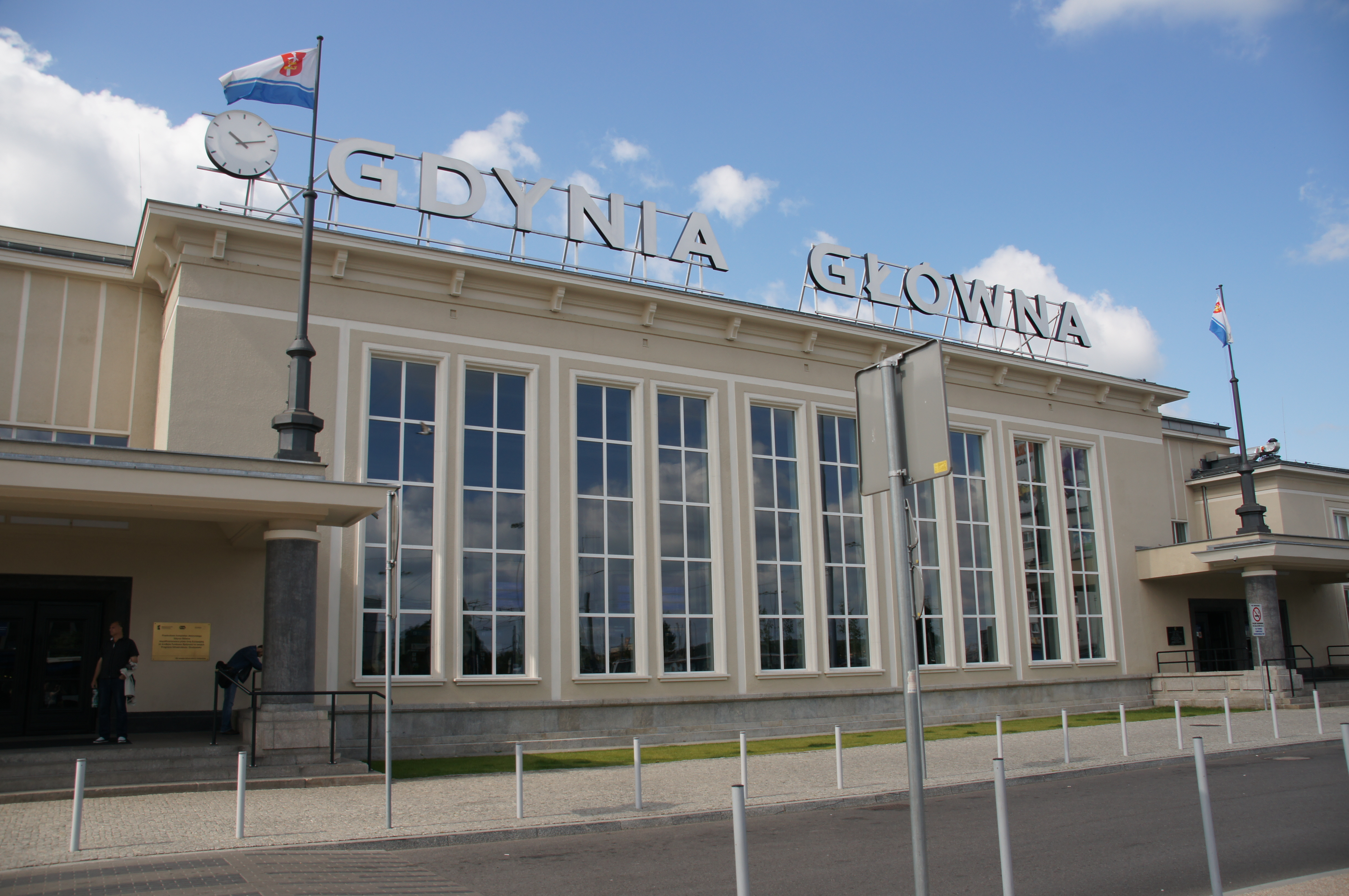
Gdynia, Hauptbahnhof
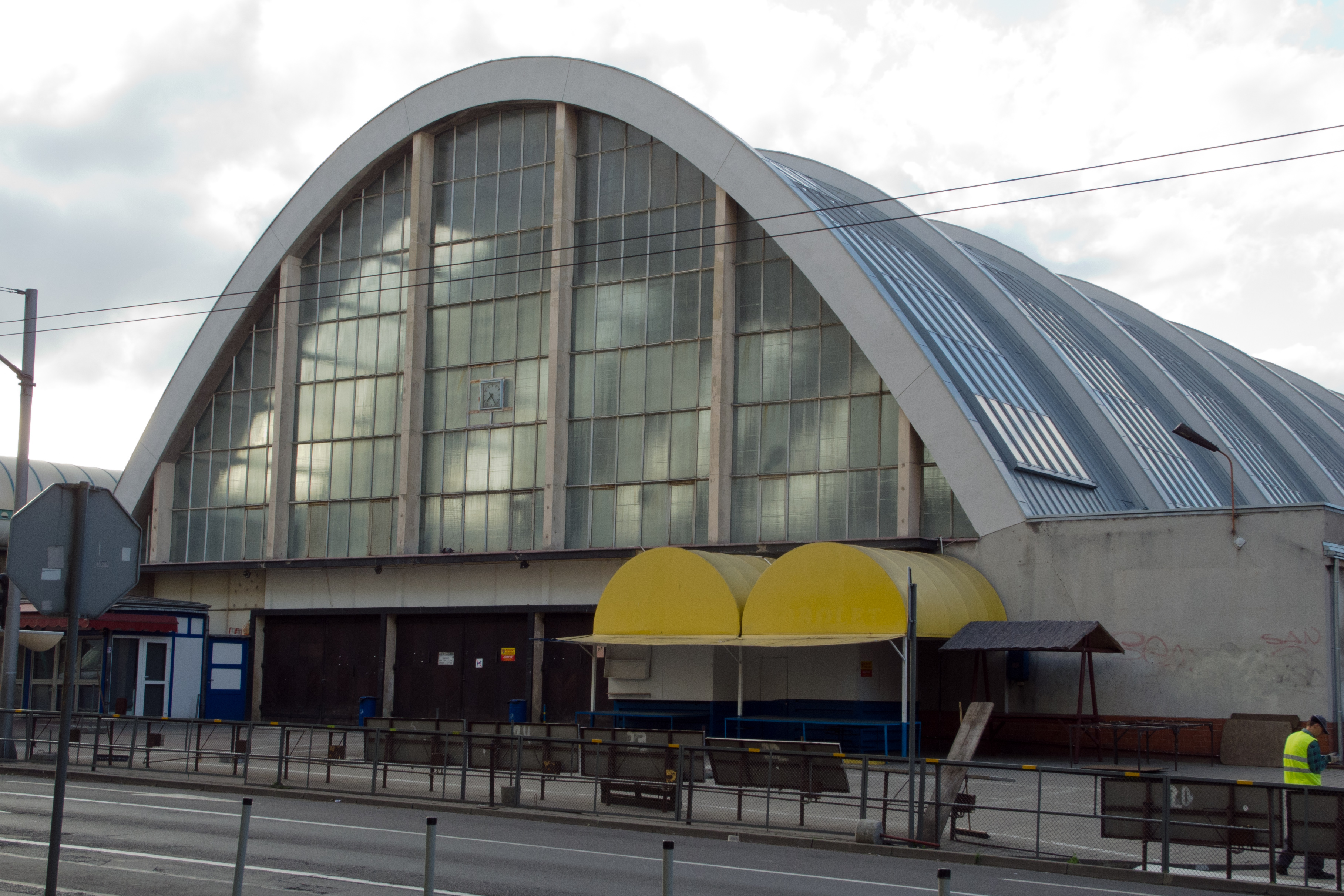
Markthalle